# Pas du Sant
Le pas du Sant ou col du Pas du Sant est un col de montagne français situé à 602 mètres d'altitude dans la montagne Noire. Il relie la commune de Massaguel à l’ouest à celle d’Escoussens à l’est, en empruntant les routes départementales D14 et D60.

## Géographie
Le pas du Sant se situe dans la montagne Noire, qui constitue l’extrémité sud du Massif central.
La montée nord-est depuis Escoussens s’étend sur 4,8 kilomètres avec une pente moyenne de 7 %. Les deux premiers kilomètres longent le Bernazobre, puis la route devient nettement plus raide. Les 2,9 kilomètres finaux présentent une pente moyenne de 10,2 %. La section supérieure comporte trois lacets avant d’atteindre le sommet du col, situé à l’intersection des routes D60 et D14.
La montée nord-ouest depuis Massaguel se fait par la route D14, nettement moins exigeante. Elle s’étend sur 8,2 kilomètres avec une pente moyenne de 4,2 %. Elle suit le ruisseau de Sant et atteint un kilomètre à un peu plus de 6 %.

## Cyclisme
Lors du Tour de France 2025, le pas du Sant est franchi pour la première fois au cours de la 15e étape. L’ascension se fait par la route D60, plus exigeante, avant de poursuivre vers le col de Font-Bruno (880 mètres). La côte de 2e catégorie est cependant attribuée au pas du Sant. Il reste environ 50 kilomètres à parcourir avant l’arrivée à Carcassonne.
| Année | Étape     | Catégorie    | Coureur        |
| ----- | --------- | ------------ | -------------- |
| 2025  | 15e étape | 2e catégorie | Michael Storer |